# Apollo Chatsworth
L'Apollo Chatsworth, noto anche come Chatsworth Head è una testa di bronzo di dimensioni leggermente superiori al naturale che data a circa il 460 a.C. e che ora si trova al British Museum.

## Descrizione
La testa in origine era parte di una statua completa, probabilmente, (visto i capelli ricci che arrivano alle spalle) di Apollo, fatta di varie sezioni (testa, braccia, gambe, alcuni dei ricci dei capelli) prodotte separatamente con tecnica della fusione a cera persa poi riunite. Una gamba della stessa scultura è al Louvre (Br 69).  Gli occhi probabilmente in origine erano fatti da inserti di vetro, marmo o avorio, tenuti in loco da piastre di bronzo ancora visibili, che piegano in fuori a formare le ciglia.  Le labbra sembrano siano ricoperte con rame rosso per imitare il loro colore naturale.

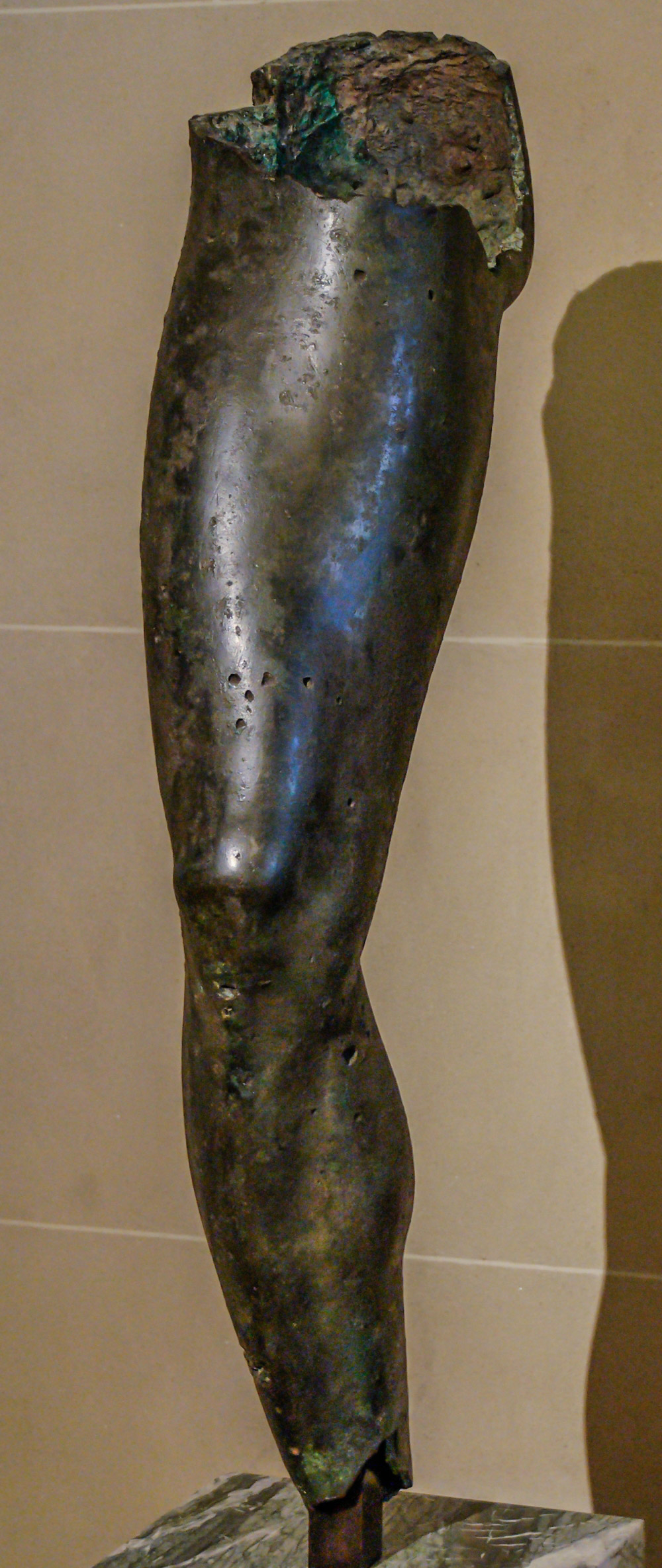
Una gamba bronzea, probabilmente della stessa statua che si trova al Louvre

## Scoperta
Nel 1834 il Louvre decise di acquistare la prima grande statua di bronzo rinvenuta in periodo moderno, dopo la sua scoperta in Italia, vicino all'Isola d'Elba. Due anni dopo una statua completa fu scoperta vicino Tamassos a Cipro e fu immediatamente recuperata dagli abitanti che la scavarono dalla sua posizione usando un carro di buoi. Durante il viaggio la statua crollò perdendo gambe, braccia e torso.

## Provenienza
La testa fu acquistata da William Cavendish, VI duca di Devonshire a Smirne da H.P. Borrell nel 1838. Le altre parti della statua andarono perse, ma si pensa che una gamba, ora al Louvre, sia stata in origine parte della statua.
Il VI Duca del Devonshire e i suoi successori presero residenza alla Chatsworth House, da cui la statua prende nome.  Fu prestata al Fitzwilliam Museum nella metà degli anni 1930 e fu poi acquistata, dall'XI duca, da parte British Museum nel 1958.  È nel catalogo del British Museum con il numero  1958 0418 1 ed è esposto nella Room 15.

## Caratteristiche particolari
Una piccola sezione laterale nel retro della testa, al livello degli occhi, è stata rimossa in un modo che implica che fosse stato fatto per permettere alla luce di illuminare gli occhi della statua.  Può darsi che la testa fosse posizionata in modo da sfruttare questa caratteristica in un tempio, o la posizione del sole in un dato periodo dell'anno, ma questa è una ipotesi.